# Lygodactylus mirabilis
Lygodactylus mirabilis är en ödleart som beskrevs av  Pasteur 1962. Lygodactylus mirabilis ingår i släktet Lygodactylus och familjen geckoödlor. IUCN kategoriserar arten globalt som akut hotad. Inga underarter finns listade i Catalogue of Life.